# Isis Sonkeng
Isis (ou Ysis) Sonkeng, née le 20 septembre 1989 à Yaoundé, est une footballeuse camerounaise, jouant en défense. Elle évolue actuellement au Kryvbass Kryvy Rih.

## Biographie
Elle commence sa carrière professionnelle en 2008 au Canon Sportif de Yaoundé, alors dirigée par Céline Eko. Elle est également sélectionnée pour les stages de préparation et certains matchs  de l’équipe nationale, et participe au championnat d'Afrique de football féminin 2008,,.  
A l’été 2010, elle rejoint un des clubs rivaux de Yaoundé, les Louves Minproff. Elle participe à nouveau  au  championnat d'Afrique de football féminin 2010 en novembre 2010 en Afrique du Sud, où l’équipe des Lionnes est demi-finaliste. Sélectionnée dans l'équipe pour les Jeux olympiques d'été de 2012, elle a la malchance de mettre un but contre son camp en match de poule.
À l'automne 2012, elle passe aux Bayelsa Queens, où elle joue avec ses collègues de l'équipe nationale Ndengue Perial, Carine Mbuh Ndoum Yoh et Jacqueline Ada.  Elle participe à nouveau au championnat d'Afrique de football féminin 2012, où le Cameroun finit en troisième place, et au championnat d'Afrique de football féminin 2014 où cette équipe gravit une marche supplémentaire et finit deuxième. Un des objectifs de l’équipe nationale devient dès lors la coupe d'Afrique des nations féminine de football 2016, le Cameroun étant le pays organisateur. Entretemps, elle participe à la Coupe du monde féminine de football 2015 au Canada, pour la première participation de son pays aux phases finales (les Lionnes s’extraient des matchs de poule mais sont battues en huitièmes de finale). Elle est évoquée un moment comme possible capitaine de l’équipe nationale pour la CAN 2016, qui fait un bon parcours et finit à nouveau deuxième de la compétition, derrière l’équipe féminine du Nigeria, et en soulevant la passion dans le pays,. Elle participe de nouveau en 2018 à la Coupe d'Afrique des nations féminine de football. En 2019, elle est également retenue dans la sélection nationale du Cameroun pour la Coupe du monde de football féminin 2019.